# Jasenovac (Bosanski Petrovac)
Pour les articles homonymes, voir Jasenovac (homonymie).
Jasenovac (en serbe cyrillique : Јасеновац) est un village de Bosnie-Herzégovine. Il est situé dans la municipalité de Bosanski Petrovac, dans le canton d'Una-Sana et dans la fédération de Bosnie-et-Herzégovine. Selon les premiers résultats du recensement bosnien de 2013, il compte 170 habitants.

## Démographie

### Évolution historique de la population
| 1948 | 1953 | 1961 | 1971 | 1981 | 1991 | 2013 |
| ---- | ---- | ---- | ---- | ---- | ---- | ---- |
| -    | -    | 575  | 553  | 490  | 430  | 170  |

|  |